# Emmy Paungarten
Emmy Paungarten, née Emma von Paungarten le 29 juillet 1874 à Klagenfurt et morte le 20 décembre 1947 à Graz, est une peintre autrichienne.

## Biographie
Les parents d'Emmy Paungarten sont le major Maximilian Freiherr von Paungartten zu Deitenkofen und Maßbach et Pauline, fille de Friedrich von Knapitsch, propriétaire du château de Mayerhofen, près de Friesach, en Carinthie. Le couple a également un fils, Maximilian.
Après son diplôme du Lyceum, Emmy Paungarten commence sa formation artistique en 1894 à l'Académie de dessin de paysage de Graz sous la direction de Heinrich August Schwach. En 1902, elle étudie à l'association des artistes femmes de Munich auprès de Christian Landenberger. Elle est ensuite l'élève de Heinrich Knirr et d'Anton Ažbe à Munich entre 1903 et 1905 pendant quelques mois. Des voyages d'études la mènent à Venise, Padoue, Paris (à partir de 1911), la Bulgarie, la Roumanie et Constantinople. À Paris, elle est élève à l'Académie Moderne entre autres auprès d'Othon Friesz.
La résidence permanente d'Emmy Paungarten est à Graz, où elle est professeur d'art. Elle est membre en 1899 et membre à part entière en 1906 de l'Association styrienne des artistes visuels et est présente régulièrement à ses expositions annuelles. Elle est également membre à part entière de l'Association autrichienne des artistes. Elle participe aux expositions de la Steiermärkischer Kunstverein Werkbund. En 1909, elle reçoit la médaille d'argent de la ville de Graz pour un portrait de la peintre E. Singer.

## Œuvre
Emmy Paungarten se consacre principalement à la peinture de portrait, mais crée également des natures mortes (fleurs et fruits) et des paysages. Elle peint à l'huile et au pastel. La représentation réaliste est caractéristique de ses œuvres.
En 2020, à l'exposition Ladies First!, certaines des œuvres d'Emmy Paungarten, léguées par son frère au musée, sont présentées pour la première fois à la Neue Galerie (de), une section du Musée universel de Joanneum à Graz. Elle présente notamment deux portraits réalisés pendant son séjour à Paris : un autoportrait au chapeau d'un côté, un autre à la poitrine nue de l'autre.

### En collection publique
- Nature morte aux soucis (Stillleben mit Sumpfdotterblumen), huile sur toile, vers 1914, Graz, Musée universel de Joanneum[3].

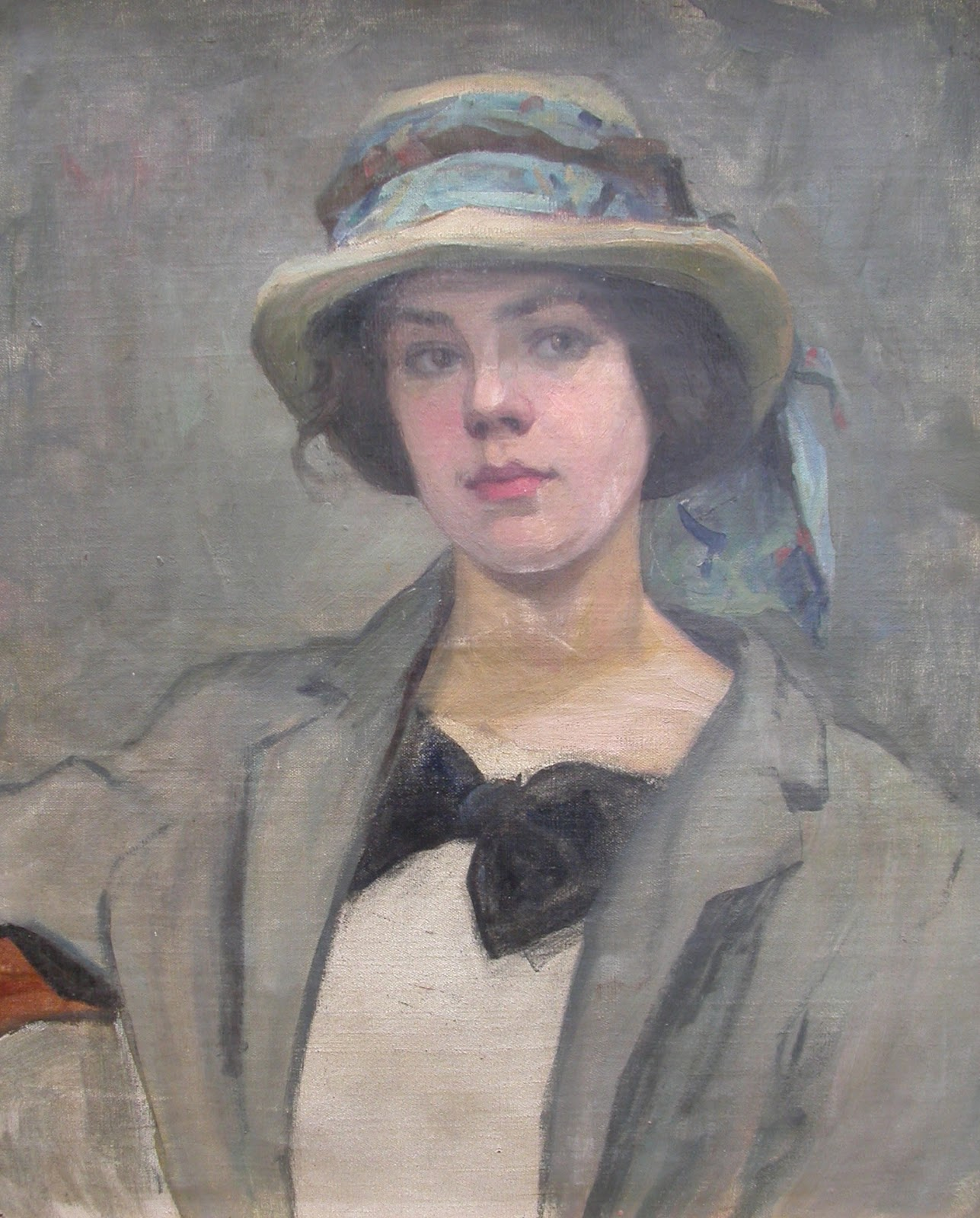
Autoportrait au chapeau, 1912.
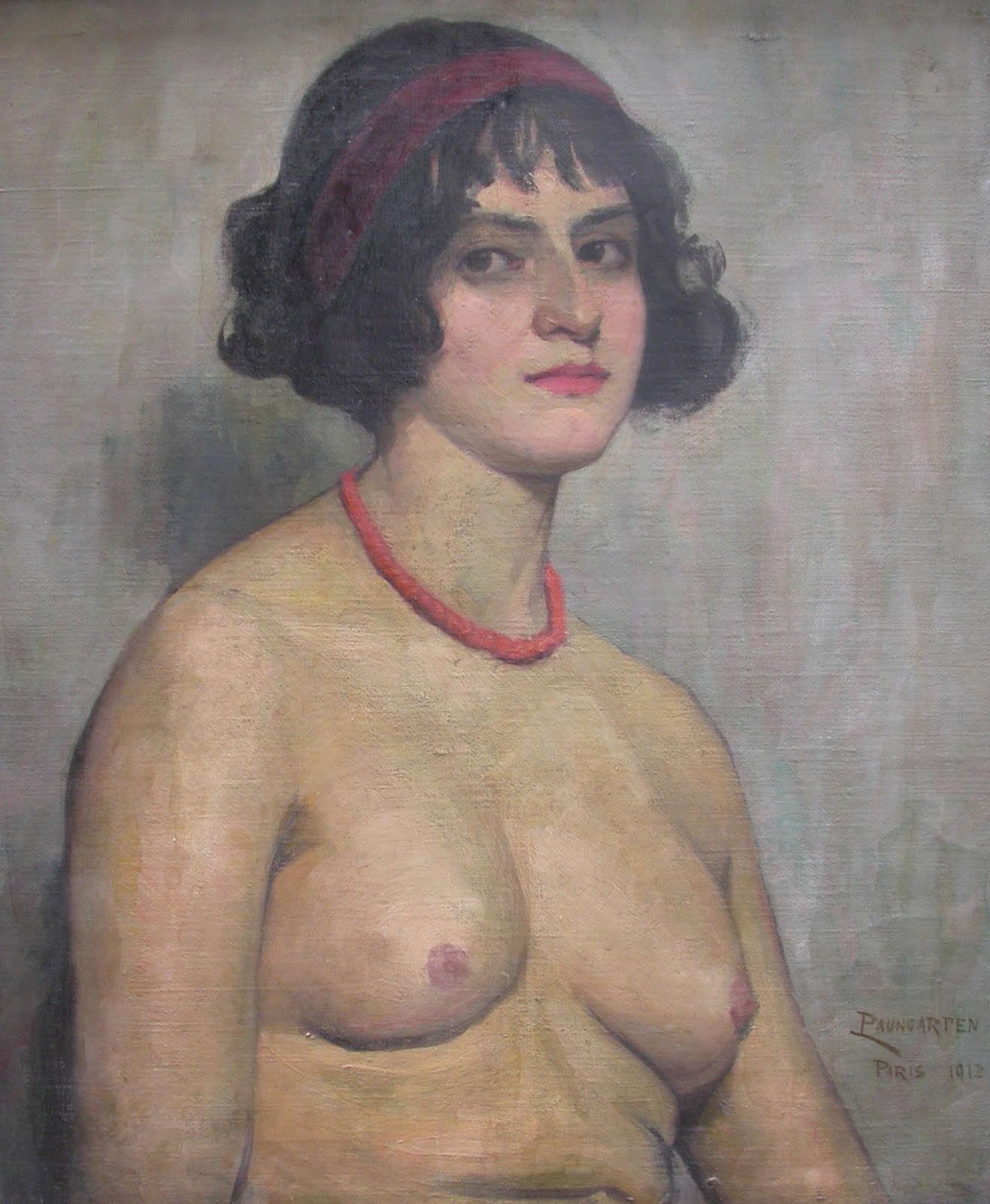
Autoportrait à la poitrine nue, 1912.